# LCR (メーカー)
LCRエンジニアリング(LCR Engineering、Louis Christen Racing)は、スイス・ライネックにあるレーシングカーコンストラクター。創業者はルイ・クリステン(Louis Christen)。創業は1971年。
かつては1600ccクラスのフォーミュラカー、80-125ccクラスのレーシングオートバイでワークス活動を続けていたが、現在の主力はサイドカーレース活動に移っている。
クラウザー社製公道走行用サイドカー・ドマニのシャーシ設計、一部製造を受け持っている。